# Eskovia
Eskovia és un gènere d'aranyes araneomorfes de la subfamília Erigoninae, dins de la família Linyphiidae.
Fou descrit per primera vegada per Y. M. Marusik i Michael I. Saaristo l'any 1999.

## Distribució
Es pot trobar al nord d'Àsia i Amèrica del Nord.

## Llista d'espècies
Segons The World Spider Catalog 12.0:
- Eskovia exarmata (Eskov, 1989) (Espècie tipus)
- Eskovia mongolica Marusik & Saaristo, 1999